# Góra Popkowa
Góra Popkowa (377 m n.p.m.) – szczyt nad Niedźwiadą koło Dębicy na Pogórzu Strzyżowskim. Dobry punkt widokowy. Na wierzchołku znajduje się krzyż wzniesiony w 2005 r. z inicjatywy ks. Stanisława Zagórskiego jako podziękowanie za pontyfikat Jana Pawła II. Przez szczyt nie prowadzą żadne znakowane szlaki.